# Timo Bichler
Timo Bichler (Burghausen, 22 de marzo de 1999) es un deportista alemán que compite en ciclismo en la modalidad de pista. Ganó una medalla de bronce en el Campeonato Europeo de Ciclismo en Pista de 2018, en la prueba de velocidad por equipo.

## Medallero internacional
| Campeonato Europeo | Campeonato Europeo    | Campeonato Europeo | Campeonato Europeo    |
| Año                | Lugar                 | Medalla            | Competición           |
| ------------------ | --------------------- | ------------------ | --------------------- |
| 2018               | Glasgow (Reino Unido) | Medalla de bronce  | Velocidad por equipos |